# Sarv-e Jahān
Sarv-e Jahān (persiska: سرو جهان, سَروَجَهان, سَروَندژَخَن) är en ort i Iran.   Den ligger i provinsen Zanjan, i den nordvästra delen av landet, 230 km väster om huvudstaden Teheran. Sarv-e Jahān ligger 2 088 meter över havet och antalet invånare är 436.
Terrängen runt Sarv-e Jahān är kuperad.Runt Sarv-e Jahān är det ganska tätbefolkat, med 80 invånare per kvadratkilometer. Närmaste större samhälle är Alvand, 18,7 km öster om Sarv-e Jahān. Trakten runt Sarv-e Jahān består i huvudsak av gräsmarker.